# Torre de telegrafia òptica de Villargordo del Cabriol
La Torre de telegrafia òptica de Villargordo del Cabriol és un bé d'interès cultural, amb anotació ministerial 27995 de 15 de març de 2011; que es troba al citat municipi de la província de València.
Es troba a la Serra del Romeroso, a 923  metres sobre el nivell del mar, al  terme municipal de Villargordo del Cabriol (València). Es troba al nord-oest de la vila i en la part més alta d'una lloma situada a pocs metres de l'antiga carretera general de València a Madrid, just a l'inici del port de Contreras. Des d'ella es visualitza la torre anterior situada a Graja de Iniesta (Conca).

## Història
La telegrafia òptica és un invent que es remunta al segle de la Il·lustració, el segle xviii. Va ser un avenç tecnològic de gran importància, nascut a França, que va facilitar la ràpida transmissió de notícies. A Espanya les línies de telègraf òptic no es van aixecar fins a la dècada de 1840, època en què a Europa ja començava a funcionar la telegrafia elèctrica. Per motius de seguretat es va rebutjar aquest últim tipus de telegrafia pel perill de tall de cables per bandolers o insurgents.
Aquestes torres van ser construïdes entre 1848 i 1849 per posar en marxa un servei de missatgeria ràpida, que suposaria una gran revolució en la comunicació postal del segle xix entre la capital i la perifèria del país. Aquest sistema permetia que un missatge es transmetés de la primera a l'última volta en tan sols trenta minuts.
La construcció de la línia Madrid-València es va iniciar el 1848 i va entrar en funcionament un any més tard, amb trenta torres. La primera estació era a Madrid a l'edifici de la Duana, actual Ministeri d'Economia i Hisenda, al començament del carrer Alcalá, i el final al convent de Sant Francesc de València, avui desaparegut. Dins de la Comunitat Valenciana les torres, en total nou, se situen a Villargordo del Cabriol, Fuenterrobles, Requena, Bunyol, Godelleta, Xiva i València. A la Comunitat Valenciana es va aixecar també la línia València-Barcelona amb torres a El Puig, Sagunt, Almenara, Oropesa, Torreblanca, Alcalà de Xivert i Santa Magdalena de Polpís.
Els telegrafistes van ser principalment militars llicenciats, ja que se'ls considerava preparats per a aquesta missió. Molts excombatents de la Primera Guerra Carlista van entrar al servei per considerar-los els més indicats ateses les penalitats que havien de suportar. L'organització que es va donar al cos de telègrafistes òptics va ser paramilitar amb un nivell superior (facultatiu), amb accés al codi secret, i un altre inferior, compost per operaris. Les línies s'organitzaven militarment en divisions amb direcció a cada capital de província i cada divisió en quatre o cinc seccions compostes al seu torn per
Els telegrafistes van ser principalment militars llicenciats, ja que se'ls considerava preparats per a aquesta missió. Molts excombatents de la Primera Guerra Carlista van entrar al servei per considerar-los els més indicats ateses les penalitats que havien de suportar. L'organització que es va donar al cos de telègrafistes òptics va ser paramilitar amb un nivell superior (facultatiu), amb accés al codi secret, i un altre inferior, compost per operaris. Les línies s'organitzaven militarment en divisions amb direcció a cada capital de província i cada divisió en quatre o cinc seccions compostes al seu torn per cinc o sis estacions. El personal reclutat, entre oficials de l'exèrcit, el componien els inspectors de línia, de 1a i de 2a classe. El primer era José María Mathé Aragua i dels segons n'hi havia dos per cada línia. La dotació teòrica de cada estació era de dos operaris i un auxiliar. Els torrers s'alternaven per torns. Perquè un servei així funcionés amb diligència calia una rigorosa disciplina, que exigia una organització paramilitar. Els edificis aixecats per a servir de suport a aquest nou avenç tecnològic van ser dissenyats com a torres defensives fortificades, com la que es troba a Bunyol, o es van ocupar altres edificis prou fortificats. Per ordre ministerial de l'1 de març de 1844 s'assenyalaven les condicions que havien de complir els llocs on es col·loquessin les estacions repetidores del telègraf òptic:
- La distància entre les estacions seria com a mínim de dos llegües i màxim de tres, tenint en compte els accidents geogràfics.
- Haurien de seguir les carreteres existents buscant la major seguretat de les zones transitades.
- Les estacions se situarien en poblacions sempre que fos possible.
- A les capitals de província s'hauria de procurar col·locar les estacions al mateix edifici que les autoritats civils o militars.
- Serien preferibles edificis fortificats de l'Estat, torres d'esglésies o ermites, castells o cases fortes que poguessin defensar-se en cas de necessitat.
- S'hauria de mantenir l'alineació sempre que fos possible procurant un radi visual de la línia perpendicular al capdavant de cada torre, tot i que segons escriu Madoz: El major i més essencial avantatge que aporta, sense disputa, la nostra màquina telegràfica respecte a totes les altres conegudes és que els seus signes són visibles amb la mateixa claredat des de tots els punts de l'horitzó, mentre que la d'altres països només permet una percepció exacta quan s'observen en una direcció perpendicular ....[4]

## Descripció
Els edificis aixecats per servir de suport a aquest nou avenç tecnològic van ser dissenyats com torres defensives fortificades, com la que es troba a la Serra del Romeroso.
Les torres, totes idèntiques i segons l'estàndard fixat per Mathé, serien d'uns 7 metres de costat, a la part de la base que estava atalussada, mentre que el quadrat interior era de menys de 5 metres de costat i 8.5 metres d'alt; les parets tenien un gruix d'entre 0,95 metres a 0,70 metres, segons l'altura en què ens trobéssim, disminuint l'amplitud de la parets amb l'altura. Constaven les torres de 3 plantes cobertes, i sobre la coberta superior, que era plana, se situava el telègraf. Des de la tercera planta es manipulaven els controls del telègraf situat damunt. Es construïen essencialment de maçoneria i maó, i de vegades estaven emblanquinades o arrebossades i pintades d'ocre. L'accés a la torre es feia des del primer pis, a través d'una escala exterior, que podia retirar-se com a mecanisme de defensa, i que solia trobar orientada al sud-oest amb una finestra a la paret oposada. Totes les torres són pràcticament idèntiques, encara que es poden apreciar diferències en les tècniques de construcció en les que encara queden en peu, depenent de la disponibilitat o no dels diferents materials a la zona en què es van construir, o al criteri dels encarregats de construir l'edifici.